# Dorin Gheorghiu
Dorin Gheorghiu (n. 2 iulie 1942, Iași) este un general român, care a îndeplinit funcția de comandant al Corpului 4 Armată Teritorial "Mareșal Constantin Prezan" (fosta Armată a IV-a), cantonat la Cluj (1995-2001).

## Biografie
Dorin Gheorghiu s-a născut la data de 2 iulie 1942, în municipiul Iași. A urmat cursurile Școlii Superioare de Ofițeri de Infanterie (1960-1964), cursul de comandanți de grupuri de cercetare operativă prin parașutare (1970), Facultatea de Arme Întrunite și Tancuri din cadrul Academiei Militare din București (1971-1973), cursul de comandanți de regimente (1980) și cursul postacademic superior (1984).
După absolvirea Școlii de ofițeri, în august 1964 a fost avansat la gradul de locotenent, îndeplinind funcțiile de comandant de grup în Batalionul 119 cercetare (1964-1965) și adjutant al comandantului Diviziei 11 mecanizate (1965-1968). În anul 1968 primește gradul de locotenent major, devenind comandant de companie în Batalionul 119 cercetare (1968-1971).
Revenit din Academia Militară cu gradul de căpitan (1973), Dorin Gheorghiu va îndeplini funcțiile de șef de stat major al Batalionul 119 cercetare (1973-1975), șef de stat major al Regimentului 23 mecanizat (1975-1978), comandant al Regimentului 32 mecanizat (octombrie 1978 - decembrie 1982) și locțiitor al comandantului Diviziei 18 mecanizate (1982-1983). În această perioadă, este înaintat la gradele de maior (1976) și locotenent colonel (1982).
Începând din anul 1983, Dorin Gheorghiu va fi încadrat în Armata a 4-a Transilvania, cantonată la Cluj, ocupând sarcinile de șef al Secției Operații (1983-1988), șef de stat major (1988-1989), locțiitor al comandantului (decembrie 1989 - februarie 1990) și, din nou, șef de stat major (februarie 1990 - octombrie 1995). Avansat colonel în decembrie 1989, el a primit gradele de general maior în februarie 1990 și general-locotenent (cu 2 stele) la 21 octombrie 1994 .
În perioada 8 octombrie 1995 - 31 august 2001, generalul-locotenent Dorin Gheorghiu a condus Armata a 4-a Transilvania, cantonată la Cluj. Aceasta a fost reorganizată în august 2000 în Corpul 4 Armată Teritorial "Mareșal Constantin Prezan". Gheorghiu a fost înaintat la data de 1 decembrie 1999 la gradul de general de corp de armată (cu 3 stele) , fiind trecut în rezervă cu acest grad la 31 august 2001 .

## Lucrări publicate
- Campanii ale Armatei a 4-a "Transilvania" (1916-1919, 1941-1945) (Casa Cărții de Știință, Cluj-Napoca, 2001), 262 p. - coautor